# CAMECA
CAMECA（カメカ）はAMETEKの傘下の分析装置を開発、製造する企業。

## 概要
表面分析装置の分野では先駆的な企業で1956年に世界で最初の電子線マイクロアナライザ(EPMA)発表、1958年には金属材料研究所（現　物質・材料研究機構）に日本で最初のCAMECA社製EPMAを納入した。二次イオン質量分析計の市場占有率は高く、核宇宙年代学、地球科学や地質年代学の分野においては事実上の標準機になっている。他にも半導体産業においても同社の装置は幅広く使用される。
1929年にCompagnie générale de la télégraphie sans filの子会社として設立された当初は映画関連の機材を製造していた。現在の社名であるCAMECAはCompagnie des Applications Mécaniques et Electroniques au Cinéma et à lAtomistiqueのアクロニムで1954年につけられた。1955年より材料分析に用いられる分析装置の分野に参入した。1960年に映画関連からは撤退した。1989年にはフランスのRiber社の表面分析部門と合併して業容を拡大して2005年7月には FEI COMPANYのSIMS部門（旧アトミカ社）を吸収合併した。2007年8月にAMETEKの傘下に入った。

## 沿革
- 1929年 設立、映画関連の機材を供給
- 1954年 現在の社名であるCAMECAになる
- 1956年 世界で最初の電子線マイクロアナライザ発表
- 1958年 金属材料研究所（現　物質・材料研究機構）日本で最初のCAMECA社製EPMA導入
- 1960年 映画関連から撤退
- 1980年 フランスCAMECA社の日本支社としてトムソンジャパン株式会社内にカメカ事業部を開設
- 1987年 トムソンより独立
- 1989年 フランスRiber社表面分析部門合併
- 1992年 日本法人のカメカ インスツルメンツ(株)が発足
- 2005年7月 FEI COMPANYのSIMS部門（旧アトミカ社）吸収合併
- 2007年8月 AMETEK社　Materials Analysis Divisionに加わる
- 2010年4月 Imago Scientific Instruments 吸収合併

## 製品
- 二次イオン質量分析計
- 電子線マイクロアナライザ